# Hubert Pawłowski
Hubert Pawłowski (ur. 21 stycznia 1956 w Warszawie) – polski strzelec sportowy, medalista mistrzostw świata, olimpijczyk z Moskwy 1980.
Zawodnik specjalizujący się w strzelaniu do rzutków skeet. Reprezentował klub Legia Warszawa. Jako junior zdobył srebrny medal (indywidualnie) i złoty (drużynowo) mistrzostw Europy juniorów w konkurencji skeet 150 w roku 1975. Sukces ten powtórzył na kolejnych mistrzostwach Europy juniorów w roku 1976.
Srebrny medalista mistrzostw świata w roku 1974 w konkurencji skeet 150 drużynowy (partnerami byli: Wiesław Gawlikowski, Jerzy Trzaskowski, Piotr Nowakowski).
Na igrzyskach w roku 1980 w Moskwie wystartował w strzelaniu do rzutków skeet zajmując 28. miejsce.